# Congrès pour la liberté et la démocratie au Kurdistan

Drapeau du KADEK

Le Congrès pour la liberté et la démocratie au Kurdistan (Kongreya Azadî û Demokrasiya Kurdistanê, KADEK) est une organisation nationaliste kurde qui est l'émanation du Parti des travailleurs du Kurdistan (PKK) et créée en 2001, renonçant à l'action armée. En 2003, le KADEK devient le Kongra Gelê Kurdistan, abandonnant le léninisme pour le confédéralisme démocratique.
L'organisation est placée sur la liste officielle des organisations terroristes des États-Unis, de l'Union européenne, de la Turquie et du Royaume-Uni.